# Peace River Regional District
Der Peace River Regional District ist ein Bezirk in der kanadischen Provinz British Columbia. Er ist 117.387,55 km² groß und zählt 62.942 Einwohner (2016). Beim Zensus 2011 wurden noch 60.082 Einwohner ermittelt. Hauptort ist Dawson Creek. Flächenmäßig ist er, knapp hinter der Stikine Region, der zweitgrößte Bezirk in British Columbia.
Der Bezirk wurde, damals noch als „Peace River-Liard Regional District“, am 31. Oktober 1967 gegründet. Bis 1987 war er flächenmäßig der größte der Bezirke, dann wurde er jedoch in zwei Bezirke aufgeteilt und die heutige Northern Rockies Regional Municipality abgespalten. Das abgespaltete Gebiet umfasste das damalige „Electoral Area A“.
Abweichend vom überwiegenden Teil von British Columbia gilt im größten Teil des Peace River Regional Districts, nicht die Pacific Standard Time, sondern die Mountain Standard Time.

## Administrative Gliederung

### Städte und Gemeinden
| Ort           | Status                | Bevölkerung |
| Chetwynd      | District municipality | 2.503       |
| Dawson Creek  | City                  | 12.178      |
| Fort St. John | City                  | 20.155      |
| Hudson’s Hope | District municipality | 1.015       |
| Pouce Coupe   | Village               | 792         |
| Taylor        | District municipality | 1.469       |
| Tumbler Ridge | District municipality | 1.987       |

### Gemeindefreie Gebiete
- Peace River B
- Peace River C
- Peace River D
- Peace River E